# Klaus Peter Schreiner

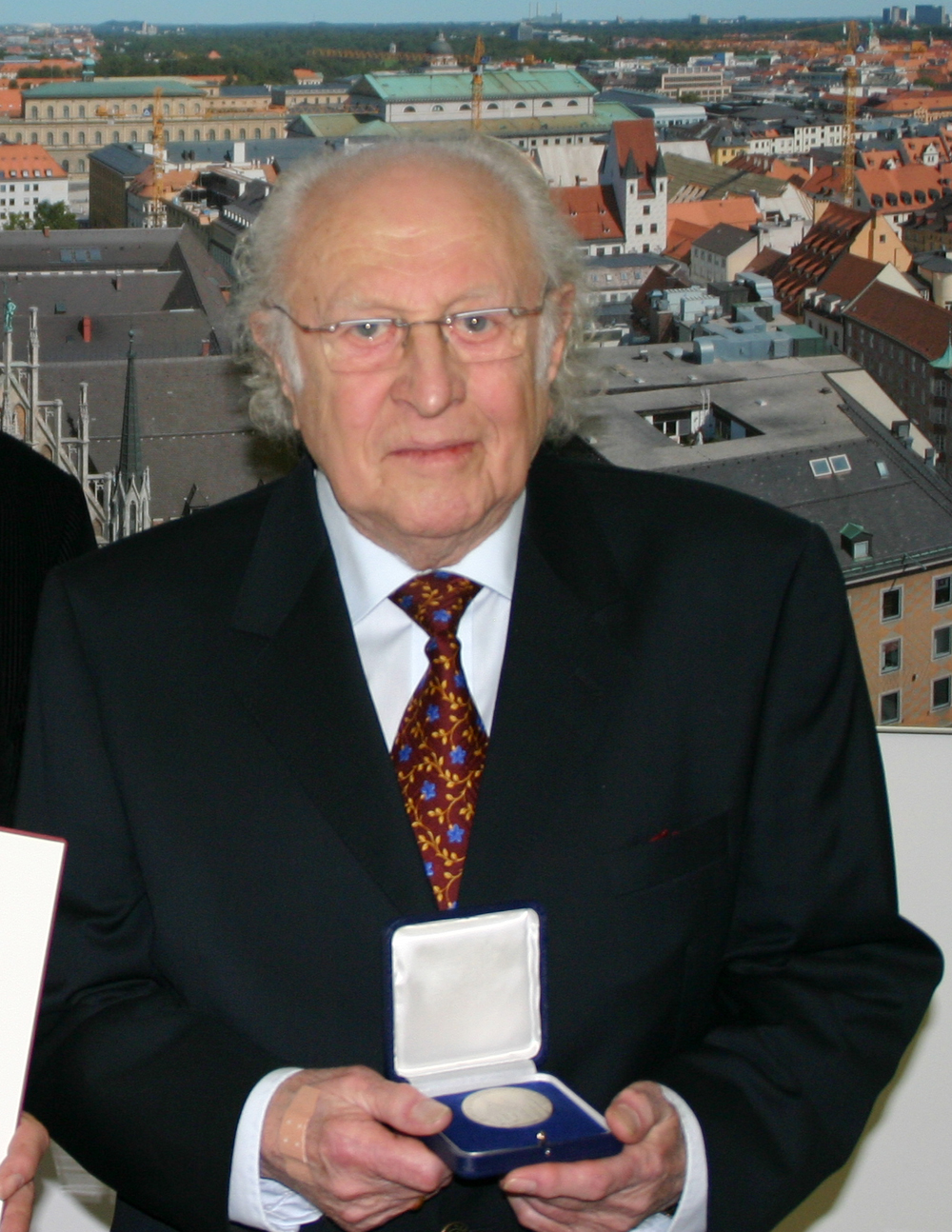
Klaus Peter Schreiner (Dezember 2008)

Klaus Peter Schreiner (* 7. April 1930 in Zweibrücken, Pfalz; † 7. Februar 2017 in Walluf) war ein deutscher Kabarettist und Autor.

## Leben
1949 begann Schreiner in Mainz ein Chemiestudium, wechselte dann aber das Studienfach und schrieb sich in die Philosophische Fakultät ein. Im selben Jahr traf er erstmals auf Hanns Dieter Hüsch. 1950 zog Klaus Peter Schreiner nach München und widmete sich dort dem Studium der Theaterwissenschaft, Literaturgeschichte, Zeitungswissenschaft und Kunstgeschichte.
Seine kabarettistische Laufbahn begann 1952 beim Studentenkabarett Die Seminarren. Es folgten Auftritte u. a. im Düsseldorfer Kom(m)ödchen. Anlässlich eines Faschingsfestes der Theaterwissenschaftler entstanden zusammen mit Dieter Hildebrandt Die Namenlosen. Sammy Drechsel übernahm ab dem dritten Programm die Regie und entwickelte 1956 aus den Namenlosen die Münchner Lach- und Schießgesellschaft. 1957 folgten Auftritte mit Die Amnestierten. Bis auf gelegentliche Auftritte mit der Lach- und Schießgesellschaft zog sich Klaus Peter Schreiner von der Bühne zurück und verlegte sich ganz auf das Schreiben.
Von 1957 an war er Mitautor von allen Programmen der Lach- und Schießgesellschaft zusammen mit Dieter Hildebrandt, Horst Jüssen, Martin Morlock, Bruno Jonas, Henning Venske, Hans-Günther Pölitz und anderen.
Daneben wirkte er in unterschiedlichen Medien mit, so u. a. 1960 in der Hazy-Osterwald-Show (Fernsehen), 1960 bis 1975 bei der monatlichen Sendung Die Rückblende beim RIAS Berlin, 1961 bis 1964 als Autor der wöchentlichen Mittwochs-Glosse beim Bayerischen Rundfunk: Was sagen Sie dazu?, 1964 in zwei Caterina-Valente-Shows, beim Filmdrehbuch zu Zwei Girls vom Roten Stern (mit Curd Jürgens, Lilli Palmer, Regie: Sammy Drechsel), seit 1972 als ständiger Mitarbeiter bei Dieter Hildebrandts Notizen aus der Provinz und Scheibenwischer. Gelegentlich trat er auch als Darsteller auf. 1972 bis 1979 wirkte er bei 30 Folgen Klimbim mit, 1975 bis 1987 folgte die Mitarbeit am Playboy, 1984 bis 1987 an neun Folgen der Satirereihe Drehpause beim Südwestfunk und 1985 bis 1989 bei Fast wia im richtigen Leben mit Gerhard Polt. 1992 erhielt er Spielfilmrollen in Langer Samstag (Regie: Hanns Christian Müller) und Wir Enkelkinder (Regie: Bruno Jonas).
Ab 1992 ging er mit eigenen Programmen auf Tournee, zunächst mit seinem Kabarettprogramm Meistersatiren, ab 1993 mit Meistersatiren aus 40 Jahren Kabarett mit Auftritten u. a. in Hamburg, Nürnberg, Berlin, München, Stuttgart, Leipzig, Chemnitz, Salzburg, Antwerpen, Würzburg, Bonn und Kufstein. 2002 folgte sein Programm Einmal Deutschland und zurück.
Die Verbindung zur Lach- und Schießgesellschaft blieb trotz zahlreicher Wechsel der auftretenden Personen erhalten. So war er 1996 beim großen Jubiläum der Lach- und Schießgesellschaft ebenso dabei wie am 26. April 1999 bei ihrer Premiere von Deutsch mit Schuss. 2000 wurde Satire + Rhythm aufgeführt, ein Kabarettprogramm anlässlich seines 70. Geburtstages zusammen mit dem Andy-Lutter-Trio in der Lach- und Schießgesellschaft.
2004 wurde ihm ein Stern der „Sterne der Satire – Walk of Fame des Kabaretts“ in Mainz verliehen.
Schreiner verfasste mehrere Bücher, so 1976 sein Werk Die Zeit spielt mit – Die Geschichte der Münchner Lach- und Schießgesellschaft (Kindler), 1985 sein Buch Null Bock und die Sieben Geißlein – Haus- und Hofmärchen, ausgegraben und neu eingekleidet von Klaus Peter Schreiner (Schauenburg), 1988 das Buch Ins Schwarze geschrieben mit den wichtigsten Texten aus 30 Jahren Kabarett, das zunächst als Leseprogramm vorgestellt wurde, und 1989 das Buch Der Deutsche Verein (Bibliothek der deutschen Werte, Knaur).
Klaus Peter Schreiner lebte zuletzt in Wiesbaden und trat mit seinem Soloprogramm Einmal Deutschland und zurück auf. Beim Aschermittwoch der Kabarettisten 2008 in der Münchner Philharmonie im Gasteig gastierte er mit einer Kabarettnummer zum Thema Alter.
Zum achtzigsten Geburtstag schenkte ihm die Lach- und Schießgesellschaft eine Reise mit der Transsibirischen Eisenbahn.
Schreiner starb im Alter von 86 Jahren in einem Pflegeheim in Walluf im Rheingau. Sein Grab befindet sich auf dem Waldfriedhof in Schlangenbad.

## Soziales Engagement
Gemeinsam mit anderen bayerischen Musikern, Kabarettisten und Autoren engagierte sich Schreiner ab 2007 im Rahmen der Pflege-Kampagne „ganz jung. ganz alt. ganz ohr“.

## Auszeichnungen
- 1986: Ernst-Hoferichter-Preis
- 2007: Bayerischer Kabarettpreis, Ehrenpreis
- 2008: Medaille München leuchtet der Landeshauptstadt München
- 2011: Deutscher Kleinkunstpreis, Ehrenpreis des Landes Rheinland-Pfalz

## Werke

### Bücher
- Die Zeit spielt mit. Die Geschichte der Lach- und Schießgesellschaft. Kindler München 1976, ISBN 3-463-00676-6.
- Null Bock und die 7 Geißlein. Schauenburg Lahr/Schwarzwald 1985, 2. erweiterte Auflage 1993, ISBN 3-7946-0295-1.
- Ins Schwarze geschrieben. Streifzüge durch (meine) 30 Jahre Kabarett. Kindler München 1988, ISBN 3-463-40090-1.
- Der Deutsche Verein. Droemer Knaur München, 1989, ISBN 3-426-02759-3.

### Tonträger
- Meistersatiren aus 30 Jahren Kabarett. WortArt Köln, 1999.